# Puchar Świata w Zapasach 1982
Zawody Pucharu Świata w 1982 roku
- w stylu klasycznym mężczyzn rywalizowano pomiędzy 26 a 28 listopada w Budapeszcie (Węgry).
- w stylu wolnym mężczyzn w dniach 27–28 marca w Toledo (Stany Zjednoczone).

## Styl klasyczny

### Ostateczna kolejność drużynowa
| Poz. | Państwo           |
| ---- | ----------------- |
|      | ZSRR              |
|      | Węgry             |
|      | Japonia           |
| 4.   | Europa            |
| 5.   | Stany Zjednoczone |
| 6.   | Egipt             |

### Klasyfikacja indywidualna
| Waga     |                     |                       |                  | 4                   | 5               | 6                                | 7                        | 8                  |
| -------- | ------------------- | --------------------- | ---------------- | ------------------- | --------------- | -------------------------------- | ------------------------ | ------------------ |
| 48 kg    | Csaba Vadász        | Żaksyłyk Uszkiempirow | Ferenc Seres     | T.J. Jones          | Yasuichi Ebina  | Sa’id Abd al-Wahid               | ----                     | ----               |
| 52 kg    | Atsuji Miyahara     | Wachtang Błagidze     | Lajos Rácz       | Welin Dogandżijski  | Abou Shama Bakr | Lewis Dorrance Anatolij Romaniuk | ----                     | ----               |
| 57 kg    | Masaki Etō          | Wasilij Fomin         | Bambis Cholidis  | István Soós         | Emad Khalil     | Robert Hermann                   | Julien Mewis             | ----               |
| 62 kg    | Aleksandr Litwinow  | Seiichi Osanai        | David Nelson     | Tamás Kruj          | Gilles Jalabert | Ahmed Hussein                    | István Tóth Julien Mewis | ----               |
| 68 kg    | Giennadij Jermiłow  | Miroslav Zeman        | István Péter     | Katsuyuki Yamaguchi | István Tóth     | James Martinez                   | Gilles Jalabert          | Husam ad-Din Hamid |
| 74 kg    | Karl-Heinz Helbing  | Władimir Arsientjew   | Tibor Komáromi   | Ichirō Tani         | David Butler    | Attila Nádasi                    | Muhammad Hammad          | James Andre        |
| 82 kg    | Asłan Żanimow       | Muhammad al-Aszram    | Gyula Erdélyi    | Yasutoshi Moriyama  | Klaus Mysen     | Sándor Kappesz                   | Tomas Press              | Miroslav Zeman     |
| 90 kg    | Igor Kanygin        | Norbert Növényi       | Franz Pitschmann | Redak Tatawi        | Michael Houck   | Tamio Imamura                    | János Fodor              | ----               |
| 100 kg   | Tamás Gáspár        | Siergiej Gołubowicz   | Gregory Gibson   | Vasile Andrei       | Khamis Samrah   | Yoshihiro Fujita                 | ----                     | ----               |
| + 100 kg | Jewgienij Artiuchin | Hasan al-Haddad       | Pete Lee         | János Rovnyai       | József Nagy     | Takahiro Takeda                  | Refik Memišević          | ----               |

## Styl wolny

### Ostateczna kolejność drużynowa
| Poz. | Państwo           |
| ---- | ----------------- |
|      | Stany Zjednoczone |
|      | ZSRR              |
|      | Kanada            |
| 4.   | Korea Południowa  |
| 5.   | Afryka            |

### Klasyfikacja indywidualna
| Waga    |                      |                     |                      | 4                | 5               |
| ------- | -------------------- | ------------------- | -------------------- | ---------------- | --------------- |
| 48 kg   | Adam Cuestas         | Siergiej Korniłajew | Son Gap-do           | Maldwyn Cooper   | Amos Ojo        |
| 52 kg   | Joe Gonzalez         | Osman Efiendijew    | Ray Takahashi        | An Sung-moon     | Mansour Douissi |
| 57 kg   | Siergiej Biełogłazow | Gene Mills          | Chung Sung-gy        | Mike Barry       | Ali Laszkar     |
| 62 kg   | Wiktor Aleksiejew    | Randy Lewis         | Bob Robinson         | Lee Jeong-geun   | Austine         |
| 68 kg   | Michaił Characzura   | Andrew Rein         | Joe Dell' Acquila    | Saïd Admane      | Yu In-tak       |
| 74 kg   | Leroy Kemp           | Jurij Worobjow      | Marc Mongeon         | Go Jin-won       | Muhammad Hammad |
| 82 kg   | Mark Schultz         | Wagab Kazibiekow    | Christopher Rinke    | Beak Hyunh-Myong | Kally Agogo     |
| 90 kg   | Clark Davis          | Howard Harris       | Władimir Batnia      | Mohamed Mohamed  | Ham Deog-won    |
| 100 kg  | Magomied Magomiedow  | Greg Gibson         | Richard Deschatelets | Kim Gi-jung      | ----            |
| +100 kg | Sałman Chasimikow    | Bruce Baumgartner   | Wyatt Wishart        | ----             | ----            |